# Земун (фильм)
«Земун» — российский мистический нео-вестерн режиссера Эдуарда Жолнина  с Евгением Ткачуком в главной роли. Картина была высоко оценена на кинофестивалях. В российский прокат фильм вышел 10 ноября 2022 года.

## Сюжет
После таинственной гибели отца Егор возвращается в родную деревню, чтобы уговорить младшего брата поскорее продать совместное наследство местному предпринимателю. Однако, вскоре он понимает, что отныне ему, его брату и наследию семьи угрожает большая опасность, защищаться от которой придется с оружием в руках. Тем временем ему начинает видеться Земун — мистическая корова, которая по поверью приходит за душами пастухов после их смерти.

## В ролях
| Актёр              | Роль  |
| ------------------ | ----- |
| Евгений Ткачук     | Егор  |
| Иван Решетняк      | Пашка |
| Олег Ягодин        | Глеб  |
| Екатерина Шумакова | Немая |
| Вячеслав Гардер    | Влас  |
| Андрей Ильин       | Сава  |

## Производство
Режиссёр картины Эдуард Жолнин готовился к работе над фильмом в течение семи лет. В 2013-2015 годах он написал три рассказа из деревенской жизни: «Зорька» — о том, как корова спасла бабушку от пожара, «Ветер в ушах» и «Дурочка». Первоначально у Жолнина было два замысла для дебютного полного метра — один на манер «Хористов», другой — экранизация повести Платонова «Река Потудань». Но продюсер Владислав Пастернак, которому режиссер предложил эти проекты, сказал: «Нужно придумать что-то своё». В 2015-м Жолнин написал короткий рассказ про глухонемого пастуха, который понравился продюсеру, и провёл три месяца, работая пастухом в Тверской области, наблюдал за жизнью коров от появления на свет до забоя. В 2016 году в деревне Толпыгино Гаврилово-Посадского района прошли съёмки тизера фильма. Роль Пашки сыграл актёр Семён Шигин; Дурочку (в окончательной версии фильма — Немую) — Анна Васильева. В окончательной версии фильма эти роли исполнили, соответственно, Иван Решетняк и Екатерина Шумакова, но главным героем фильма стал Егор (Евгений Ткачук).
В начале 2017 года этот проект под рабочим названием «Пастбище» был включен в лонг-лист VIII Петербургского питчинга дебютантов, куда вошли 20 проектов из 298 присланных. В 2019 году Жолнин показал сценарий кинооператору Максиму Эфросу, через которого к проекту подключился Алексей Учитель.
Съёмки фильма стартовали в августе 2020 года, а завершились в октябре.
В ноябре 2020 в рамках фестиваля Tallin Black Nights и кинорынка Industry@Tallinn&Baltic Event уже на стадии постпродакшна фильм был представлен в числе четырёх российских картин, продюсеры которых искали возможности для копродукции. Тремя другими фильмами были «Нууча» Владимира Мункуева, «Первый снег» Наталии Кончаловской и «Новое чудо» Александры Стреляной.

## Награды и признание
«Земун» имеет успешную фестивальную судьбу — на фестивале «Окно в Европу» в 2021 году фильм получил приз от киноведов и кинокритиков, а на IX Забайкальском международном кинофестивале в 2022-м был удостоен приза зрительских симпатий.
По итогам 2021 года  был включен под номером 4 в список из 10 лучших фильмов года по версии журнала «Искусство кино», уступив первые три места лишь «Аннетт» (фильм открытия Каннского фестиваля), сериалу «Ванда/Вижн», и «Вступлению» Хон Сансу.